# Omma stanleyi
Omma stanleyi är en skalbaggsart som beskrevs av Edward Newman 1839. Omma stanleyi ingår i släktet Omma och familjen Ommatidae. Inga underarter finns listade i Catalogue of Life.